# Sericocarpus
Sericocarpus là một chi thực vật có hoa trong họ Cúc (Asteraceae).

## Loài
Chi Sericocarpus gồm các loài: